# Беннетт, Томас Уоррен
То́мас Уо́ррен Бе́ннетт (англ. Thomas Warren Bennett; 16 февраля 1831, округ Юнион, Индиана — 2 февраля 1893, Ричмонд, Индиана) — 5-й губернатор территории Айдахо, делегат в палате представителей от территории.

## Биография
Томас Беннетт родился 16 февраля 1831 года в округе Юнион в штате Индиана. В 1854 году он окончил юридический факультет университет Де По. В следующем году он получил право адвокатской практики в суде и проходил практику в тауншипе Либерти своего родного округа.
В 1858 году он был избран членом сената штата, но в 1861 году подал в отставку, чтобы принять участие в гражданской войне на стороне армии Союза. В апреле 1861 года в ранге капитана он был приписан к 15-му пехотному полку Индианы, в августе 1862 года — к 69-му пехотному полку, а в марте 1865 года ему было присвоено звание бригадного генерала.
В 1869 года Беннетт был избран мэром города Ричмонд в Индиане и находился в этой должности до 1870 года. В следующем году президент Грант назначил Беннетта губернатором территории Айдахо, пятым по счёту. Беннетт находился в этой должности до 1875 года, после чего избрался независимым кандидатом в конгресс делегатом от Айдахо. Впоследствии выяснилось, что Стивен Фенн, соперник Беннетта, набрал на выборах больше голосов. Из-за этого Беннетт в 1876 году был вынужден уйти со своего поста. Он вернулся в Ричмонд, где продолжил заниматься адвокатской практикой и был мэром в периоды 1877—1883 гг. и 1885—1887 гг.
2 февраля 1893 года Томас Беннетт скончался в Ричмонде.